# Ludwig Bauer

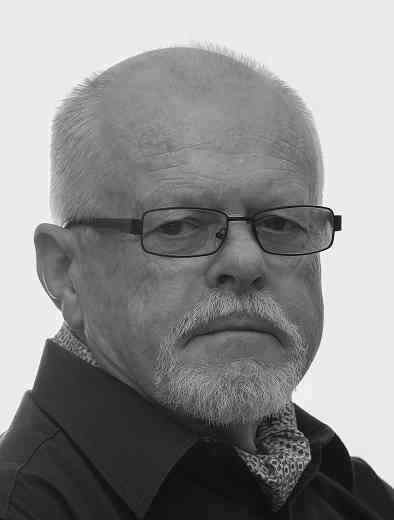
Ludwig Bauer

Ludwig Bauer (ook: Ljudevit, Lujo) (Sisak, 1941) is een Kroatisch schrijver, vertaler en redacteur. Bauer woont en werkt in Zagreb.

## Leven en werk
Bauer is Kroaat met Duitse wortels. Hij studeerde Slavistiek aan de Universiteit van Zagreb, waarna hij zijn opleiding vervolgde in Bratislava en Praag. Hij werkte als vertaler van wetenschappelijke literatuur en fictie, doceerde Slavistiek in Zagreb, Londen en Washington, was hoofdredacteur van de uitgeverij Globus en het literair tijdschrift Naša knjiga, beide in Zagreb. Hij redigeerde anthologieën, schoolboeken, schreef recensies en literaire kritiek. Ook is hij bekend als scenarioschrijver van tekenfilms, columnist en publicist op het gebied van interculturele vraagstukken.
Bauer begon met schrijven in de jaren vijftig van de twintigste eeuw, in verschillende talen. De meeste bekendheid kreeg hij door zijn romans en kinderboeken. Zijn oeuvre omvat elf romans voor volwassenen. Een vaak terugkerend thema is het lot van de Duitsers en Oostenrijkers in zuidoost Europa. De schrijfstijl is helder, scherp, soms cynisch en zeer evocatief. De romans zijn intellectueel prikkelend, de personages worden spitsvondig weergegeven, de verhaallijnen zijn gelaagd, doordacht en serieus met een humoristische ondertoon.   Bauers werken voor kinderen omvatten verhalen, romans en toneelstukken. Sommige van zijn kinderboeken worden voorgeschreven op scholen.

### Romans
- 1984 Trag u travi (Spoor in het gras), in het Slowaaks Stopa v trave (1987)
- 1985 Trik (De truc)
- 1990 Kratka kronika porodice Weber (Een korte kroniek van de familie Weber)
- 1997 Biserje za Karolinu (Parels voor Karolina), in het Slowaaks Perly pre Karolinu (2003)
- 1999 Partitura za Čarobnu frulu (De partituur voor De toverfluit, KLIN (2017)), in het Duits Partitur für eine Zauberflöte (2007),
- 2001 Prevođenje lirske poezije (Vertalen van de lyrische poëzie, een Romanetto buffo)
- 2003 Don Juanova velika ljubav i mali balkanski rat (Don Juans grote liefde en de kleine Balkanoorlog, in het Nederlands gedeeltelijk gepubliceerd in Voetbal, engelen, oorlog - Een bloemlezing uit het Kroatische fictieve proza tussen 1990 en 2010 (2013))
- 2007 Zapisi i vremena Nikice Slavića (Aantekeningen en tijd van Nikica Slavić)
- 2008 Patnje Antonije Brabec (De lijdensweg van Antonija Brabec)
- 2010 Zavičaj, zaborav (Geboortestreek, vergetelheid)
- 2011 Karusel (Carrousel)
- 2013 Toranj kiselih jabuka (De toren van zure appels)
- 2015 Seroquel ili Čudnovati gospodin Kubitschek (Seroquel of De vreemde mijnheer Kubitschek)
- 2017 Šoferi (De chauffeurs)
- 2018 Muškarac u žutom kaputu (De man in een gele jas)

### Kinderboeken en toneelstukken
- 1979 Parnjača Colombina (De stoommachine Colombina), kinderverhalen, in het Slowaaks Parolod Kolombina (1983)
- 1987 Dokaz da je zemlja okrugla (Het bewijs dat de aarde rond is), roman
- 1988 Poliglot i pas (De meertalige en de hond), kinderverhalen
- 1991 Tri medvjeda i gitara (Drie beren en de gitaar) kinderverhaal, in het Albanees Tre arinjte dhe kitara (2003)
- 2000 Ronilac bisera (De parelduiker), kinderverhaal
- 2001 Istina o gusarskom kapetanu Karvasu (De waarheid over de piraatkapitein Karvas), kinderverhaal, in het Duits Die Wahrheit über den Piratenkapitän Karvas (2012)
- 2002 Vještica Liza Hainburška (De heks Lisa uit Hainsburg), kinderverhaal, in het Slowaaks Čarodejnica Lisa Hainburska (2003)
- 2003 Vila Zelenog jezera (De fee van het Groene meer), kinderverhaal
- 2005 Morski igrokazi (Toneelstukjes van de kust), poppentheater
- 2005 Bajkoviti igrokazi (Sprookjestoneelstukjes), poppentheater
- 2005 Krava voli lava (De koe mag de leeuw wel), kindergedichten en proza
- 2006 Maske do daske (Allemaal maskers), kindertoneelstukken
- 2017 NURU N'ZURI ili Lavov povratak. In Nederland uitgegeven door KLIN in 2018 als NURU N'ZURI of De leeuw komt terug naar huis)

### Overige werken
- 2002 Anđela prodaje dušu Bogu (Hoe Angela haar ziel aan God verpachtte), monodrama
- 2006 Hrvatski jezik u poslovnoj komunikaciji (De Kroatische taal in zakelijke communicatie)
- 2010 Knjiga o Sunčani i Severu (Het boek over Sunčana en Sever), essays, met Lidija Dulić
- 2011 Nebeski teatar (Het hemelse toneel), drama

- Bibliothèque nationale de France: cb12313805t (data)
- Gemeinsame Normdatei: 130584320
- International Standard Name Identifier: 0000 0001 1759 822X
- Library of Congress Control Number: n90688464
- Nationale Bibliotheek van Tsjechië: xx0008450
- Nationale bibliotheek van Australië: 35784570
- Nederlandse Thesaurus van Auteursnamen: 411634402
- Virtual International Authority File: 41907844
- WorldCat: E39PBJtX9wChKdwQ3rwDcCVBfq